# Полонія (хокейний клуб, Битом)
«Полонія» (пол. Polonia Bytom) — хокейний клуб із м. Битом, Польща. Заснований у 1946 році. Виступає в чемпіонаті I ліги. Домашні ігри команда проводить в «Осередку спорту та рекреації» місткістю 3 000 глядачів. Офіційні кольори клубу синій і червоний.
Чемпіон Польщі (1984, 1986, 1988, 1989, 1990, 1991), срібний призер (1983, 1985, 1987), бронзовий призер (1993, 2001, 2017).
Найсильніші гравці різних років: 
- воротарі: Франітшек Кукля;
- захисники: Збігнєв Брижак, Анджей Кондзьолка;
- нападаники: Болеслав Коляса, Кшиштоф Кузнецов, Ян П'єцько, Кристіан Сікорський, Марек Стебницький, Єжи Хріст, Лешек Яхна.

Найбільших успіхів із клубом досяг тренер Тадеуш Нікодімович.